# Feyd-Rautha Harkonnen
Feyd-Rautha Harkonnen è un personaggio del romanzo di fantascienza Dune di Frank Herbert. Nella trasposizione cinematografica Dune di David Lynch il personaggio è stato interpretato da Sting, e compare in Dune - Parte 2 (secondo capitolo dell'adattamento di Denis Villeneuve) interpretato da Austin Butler. Il personaggio è stato ripreso, narrandone l'infanzia, ne Il preludio a Dune scritto dopo la morte di Frank Herbert dal figlio Brian Herbert con Kevin J. Anderson.

## Biografia del personaggio
Figlio di Abulurd Harkonnen e fratello di Glossu Rabban, Feyd Rautha fu il preferito dal barone Vladimir Harkonnen suo zio il quale, quando i genitori di Feyd morirono uccisi dal fratello maggiore Glossu, lo prese con sé nel suo palazzo su Giedi Primo.
Feyd Rautha mostrò fin da bambino tutte le caratteristiche tipiche degli Harkonnen: abilità fisica, intelligenza e spiccato senso per la crudeltà e la perversione. Il barone suo zio vi faceva affidamento per la successione, dato che il fratello Glossu, soprannominato "la bestia", era assai meno fine d'ingegno e brutale nei modi.
Durante la guerra e la rivolta dei Fremen sul pianeta Arrakis, Feyd Rautha partecipa attivamente all'attacco alla famiglia Atreides. Contro Feyd si scontra Paul Atreides quando quest'ultimo conquista la città di Arrakeen. Nello scontro, con il quale si chiude anche il libro, Feyd Rautha rimane ucciso.

## Altri media
Feyd è interpretato dal cantautore britannico Sting nel film Dune del 1984 diretto da David Lynch, e da Matt Keeslar nella miniserie televisiva Dune - Il destino dell'universo del 2000.
Brigid Brown di BBC America disse che Sting "ruba la scena" nel film del 1984. Emmet Asher-Perrin di Tor.com definì l'interpretazione di Keeslar "la più strana scelta di casting mai vista", aggiungendo anche che però è "parimenti difficile non amare la stranezza di ciò."
Nel 2024 in Dune - Parte due, secondo capitolo nella nuova saga cinematografica iniziata nel 2021 con Dune diretta da Denis Villeneuve, il personaggio è interpretato da Austin Butler.